# Första hjälpen

Vägskylt för sjukhus med dygnet runt-öppen akutsjukvård

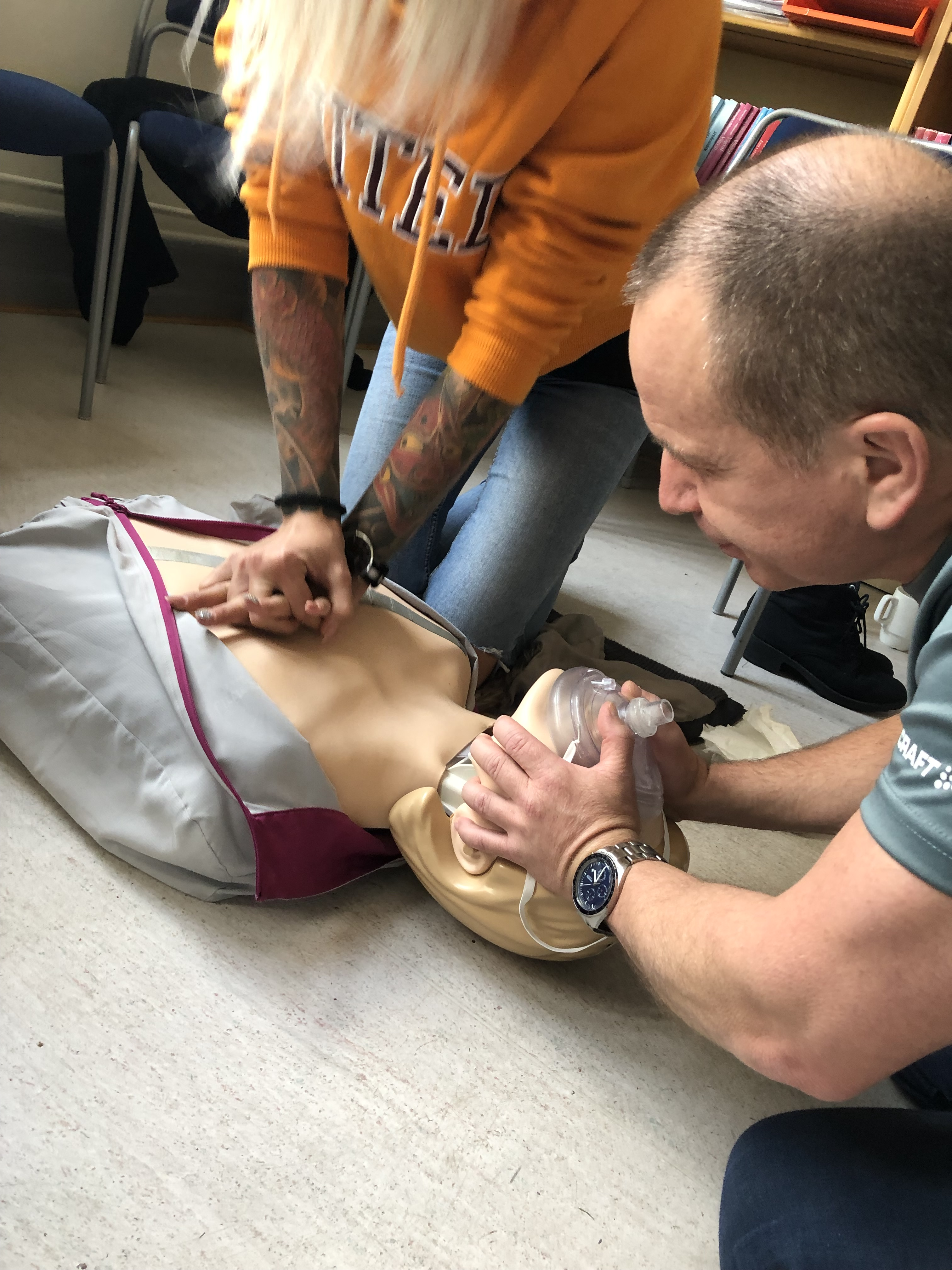
Undersköterskor övar på HLR som är en del av första hjälpen, 2019

Första hjälpen kan vara allt från att ta hand om småsår och skavsår men även direkt livsuppehållande åtgärder i väntan på ambulans. Första hjälpen skall inte blandas ihop med prehospital vård där det är sjukvårdspersonal som hjälper på olycksplatsen t.ex. ambulans. Första hjälpen är de åtgärder som allmänheten utför. Det kan till exempel vara att arbeta efter minnesregeln L-ABC vilket är en förkortning av den prioritetsordning som gäller vid en insats, Livsfarligt läge, Andning, Blödning, Cirkulationssvikt. Akutsjukvården använder sig av L-ABCDE. 
Vem som helst, envar, får lov att ge första hjälpen; den kan ges var och när som helst. Detta då snabbt insatta åtgärder som vidtas kan rädda livet eller förhindra att skadan eller sjukdomen förvärras hos en akut skadad eller insjuknad. 
I Sverige skall finnas rutiner och lämplig utrustning med tillhörande aktuell utbildning för första hjälpen och krisstöd på alla arbetsplatser anpassat utifrån arbetsplatsens risker, med vissa få undantag, enligt arbetsmiljöverkets Arbetarskyddsstyrelsens föreskrift AFS 1999:7.
HLR rådet samt röda korset har tagit fram standardiserade utbildningsprogram för första hjälpen utbildningar i Sverige.